# FluxBB
FluxBB – lekki skrypt forum napisany w PHP. Jest to fork projektu PunBB. Podobnie PunBB, został wydany na licencji GNU General Public License.

## Historia

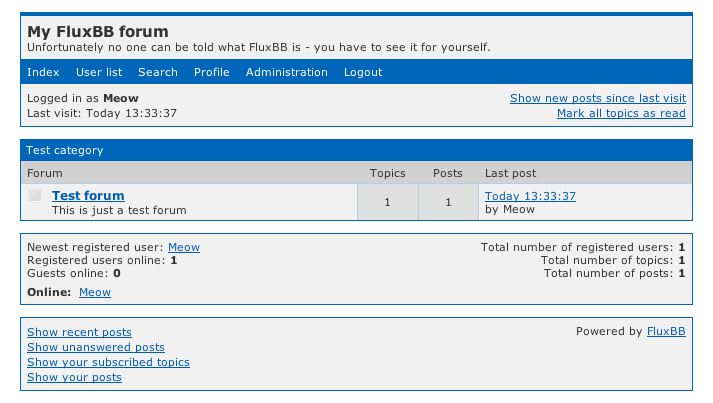
FluxBB 1.2

W 2007 roku PunBB zostało sprzedane komercyjnej spółce. Skrypt był dalej rozwijany według postanowień Rickarda Anderssona (twórcy PunBB) do kwietnia 2008 roku. Po tym czasie ogłosił on, że przestaje zajmować się swoim projektem, przynajmniej tymczasowo. 
W świetle zmieniających się okoliczności, pozostali członkowie zespołu postanowili mieć większą kontrolę nad kierunkiem projektu, więc jedynym wyjściem było utworzenie forka, FluxBB.
Programiści pracowali nad wersją 1.3, jednak w styczniu 2009 roku zapadła decyzja, że dalszy rozwój wersji 1.3 zostanie zaprzestany i że następną wersją będzie FluxBB 1.4, która będzie bazować na kodzie wersji 1.2. Wersja 1.3 z naprawionymi wszystkimi znanymi błędami została wydana jako "1.3-legacy" w kwietniu 2009 roku.
Aby zachować kompatybilność między tymi dwoma systemami forum, programiści PunBB zaimportowali zmiany z FluxBB do PunBB, jednak w przyszłości te dwa skrypty na pewno będą się od siebie różnić.
Aktualną wersją stabilną FluxBB 1.4, która jest aktualizacją do wersji 1.2 i 1.3. Bazuje ona na kodzie wersji 1.2, dodane do niej zostały nowe funkcje występujące w wersji 1.3, takie jak m.in. Obsługa kodowania UTF-8, nowy domyślny styl, możliwość dzielenia i łączenia tematów. Brakuje natomiast oczekiwanego systemu rozszerzeń.

### Przyszłość
FluxBB 2.0 ma posiadać funkcje, o które prosili użytkownicy od pewnego czasu. Spowoduje to napisanie prawie całego kodu od nowa. Wersja 2.0 będzie posiadać system rozszerzeń, który został wprowadzony w wersji 1.3. Planowane jest także dodanie systemu szablonów i podforów/bez trybu kategorii.